# Gesetz zum Schutze der Erbgesundheit des deutschen Volkes
Das Gesetz zum Schutze der Erbgesundheit des deutschen Volkes, kurz Ehegesundheitsgesetz, wurde am 18. Oktober 1935 als Ergänzung zu den Nürnberger Rassengesetzen erlassen, denen es jedoch formal nicht angehörte.
Es diente dem rassenhygienischen (differenziert vom rassenanthropologischen) Aspekt des nationalsozialistischen Rassismus, indem es ein Eheverbot für „nicht ehetaugliche“ Verlobte einführte und Verlobte verpflichtete, vor der Eheschließung gegenüber dem Standesbeamten durch ein Zeugnis des Gesundheitsamtes nachzuweisen, dass kein Ehehindernis besteht. Verstöße gegen das Gesetz führten zur Nichtigkeit der Ehe, das Erschleichen einer verbotenen Ehe – auch im Ausland – wurde bestraft.
Eine Ehe durfte nicht geschlossen werden, wenn
- einer der Verlobten an einer ansteckenden Krankheit litt, die eine erhebliche Schädigung der Gesundheit des anderen Teils oder der Nachkommen befürchten ließ,
- einer der Verlobten entmündigt war oder unter vorläufiger Vormundschaft stand,
- wenn einer der Verlobten, ohne entmündigt zu sein, an einer geistigen Störung litt, die die Ehe für die Volksgemeinschaft als unerwünscht erscheinen ließ,
- einer der Verlobten an einer Erbkrankheit im Sinne des Gesetzes zur Verhütung erbkranken Nachwuchses litt, es sei denn, der andere Verlobte war unfruchtbar.

Eine Ehe, der ein Ehehindernis entgegenstand, wurde nicht in das Familienbuch eingetragen, das Ehehindernis aber in den Akten des Standesamts vermerkt.
Der gesetzlichen Pflicht zur Vorlage von Ehetauglichkeitszeugnissen des Gesundheitsamts stand ein Mangel an geeigneten Ärzten zur Diagnose und auch die „unverhohlene Ablehnung des Ehegesundheitsgesetzes durch die Bevölkerung“ gegenüber. Die Vorlage eines Ehetauglichkeitszeugnisses war deshalb in der Praxis nicht die Regel, sondern wurde nur bei begründeten Zweifeln an der „Gesundheit“ der Ehepartner verlangt.
Das Gesetz wurde von Adolf Hitler, dessen Stellvertreter Rudolf Heß, Innenminister Wilhelm Frick und Justizminister Franz Gürtner unterzeichnet. Im Frühjahr 1936 wurde ein Kommentar dazu von dem Ministerialdirektor Gütt, dem Oberregierungsrat Linden und dem Amtsgerichtsrat Massfeller herausgegeben. Bis zum Jahr 1941 folgten verschiedene Durchführungsverordnungen und Novellen.
Zum 1. Januar 1940 trat es auch in der sog. Ostmark in Kraft.